# Jean-Claude Gélinas
Pour les articles homonymes, voir Gélinas.
 (janvier 2025).
Si vous disposez d'ouvrages ou d'articles de référence ou si vous connaissez des sites web de qualité traitant du thème abordé ici, merci de compléter l'article en donnant les références utiles à sa vérifiabilité et en les liant à la section « Notes et références ».
Jean-Claude Gélinas est un humoriste et animateur de radio québécois, surtout connu pour son personnage de Réjean de Terrebonne. 

## Biographie
Durant sa carrière de 30 ans à la radio, Jean-Claude Gélinas a travaillé pour plusieurs stations telles que CFCQ FM ou CHLN. En 2014, il est employé par NRJ (Québec). Il incarne le personnage de Réjean de Terrebonne, un alcoolique qui raconte ses situations politiques.
Jean-Claude Gélinas se voit en nomination six fois au Gala Les Olivier et à trois reprises au Gala Les Gémeaux.
À la télévision, il joue dans Le Canal des Nouvelles Modifiées (CNM) sur les ondes de TQS. Il est également humoriste-scripteur invité à l'émission Testostérone, diffusée sur la même chaîne. Il est animateur à l'émission Les agents libres à RDS. Et raconte des histoires invraisemblables à l'émission L'imposteur au réseau TVA.
À la radio, il est coanimateur, auteur et producteur pour différentes stations du réseau Énergie, dont CKOI. Il s'illustre à l'émission Juste pour le fun, aux capsules Les petites vites de Jean-Claude Gélinas et aux chroniques humoristiques Dans la tête à Jean-Claude. 
Jean-Claude se fait connaitre également sur la Toile par l'entremise du site Crapules.tv. L'humoriste y présente des reality cartoons qu’il coécrit, scénarise et auxquels il prête sa voix. Ces canulars téléphoniques mis en images sont vus par plus de 2 millions d'internautes. 
Il met ses multiples talents au service de plusieurs galas et spectacles d’humour, notamment le Grand Rire de Québec. En 2016, il part à la conquête de la province avec son spectacle «ne travaille pas en cochon» qu'il présente régulièrement à guichets fermés.